# Table d'émeraude
Vous lisez un « bon article » labellisé en 2009.

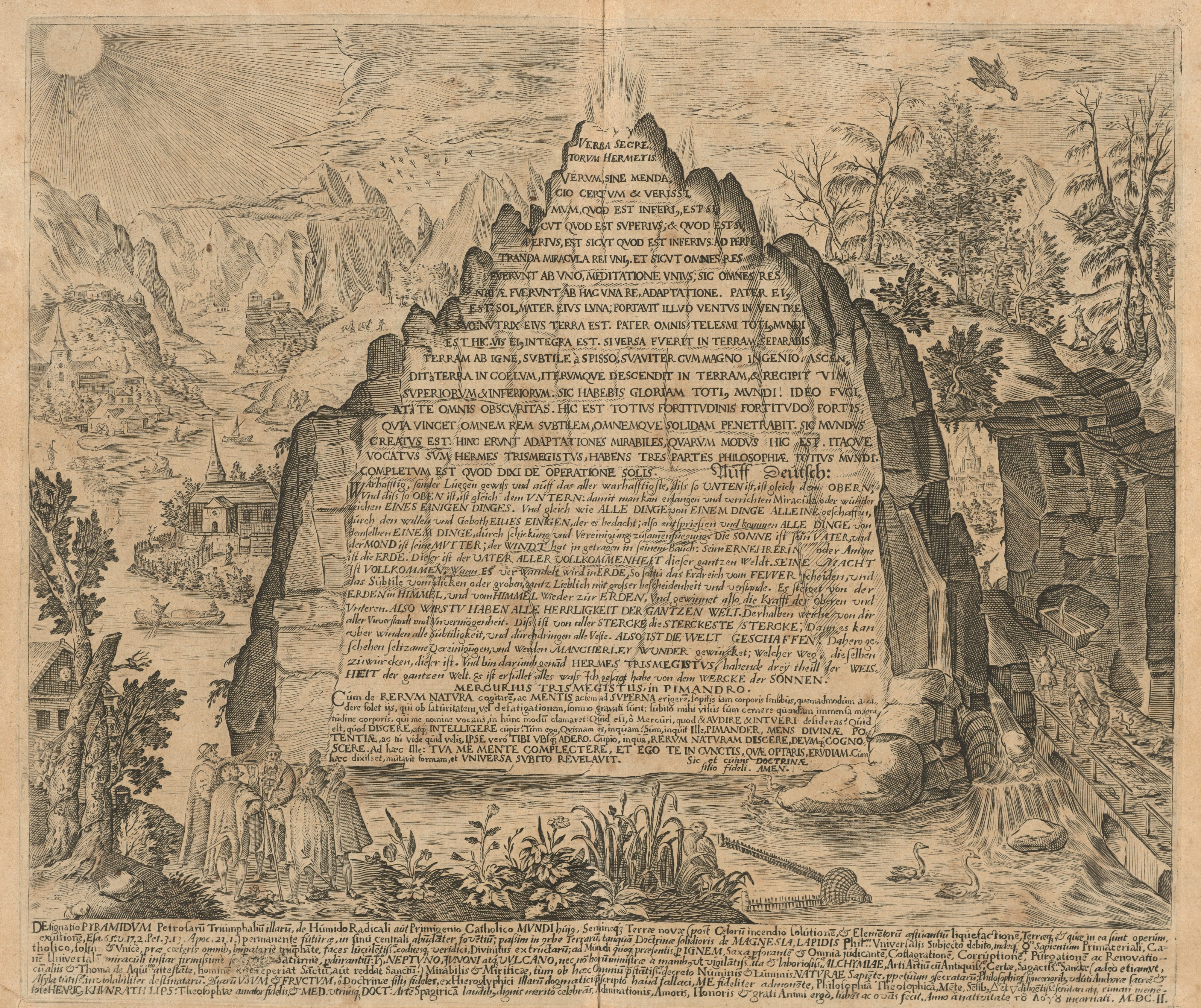
Planche représentant une version latine de la Table d’émeraude gravée sur un rocher dans une édition de l’Amphitheatrum Sapientiae Eternae (1610) de l’alchimiste allemand Heinrich Khunrath.

La Table d’émeraude (Tabula Smaragdina en latin) est un des textes les plus célèbres de la littérature alchimique et hermétique. C’est un texte très court, composé d'une douzaine de formules allégoriques et obscures, dont la plus célèbre : « Ce qui est en bas est comme ce qui est en haut, et ce qui est en haut est comme ce qui est en bas. »
Selon la légende, elle présente l’enseignement d'Hermès Trismégiste, fondateur mythique de l'alchimie, et aurait été retrouvée dans son tombeau, gravée sur une tablette d’émeraude. La plus ancienne version connue se trouve en appendice d’un traité arabe datant au plus tard du début du IXe siècle. Elle a été largement commentée au Moyen Âge et surtout à la Renaissance.
Malgré le discrédit scientifique de l'alchimie et le développement de la chimie moderne au XVIIIe siècle, elle a continué à fasciner occultistes et ésotéristes.

## Historique
À partir du IIIe ou du IIe siècle av. J.-C., on voit apparaître dans l'Égypte hellénistique des textes grecs attribués au personnage mythique d'Hermès Trismégiste, détenteur de toutes les connaissances. Il s'agit d'un ensemble hétéroclite de textes (les Hermetica) à caractère parfois alchimique, mais aussi magique, astrologique ou médicinal, qui culmine avec les traités mystico-philosophiques du Corpus Hermeticum du IIe ou IIIe siècle. Dans l'un d'eux, la Koré Kosmou (la « pupille du monde »), Hermès grave et cache ses enseignements avant de remonter au ciel « afin qu'eût à les chercher toute génération née après le monde ».
En 640, l'Égypte, devenue entre-temps chrétienne et byzantine, est conquise par les Arabes qui vont perpétuer la tradition hermétique et alchimique dans laquelle s'inscrit la Table d'émeraude.
Jusqu'au début du XXe siècle, on ne connaissait que des versions latines de la Table d’émeraude, les plus anciennes remontant au XIIe siècle. Ce sont l’historien des sciences anglais E.J. Holmyard (1891-1959) et l’orientaliste allemand Julius Ruska (1867-1949), qui en ont retrouvé les premières versions arabes.

### Les versions arabes

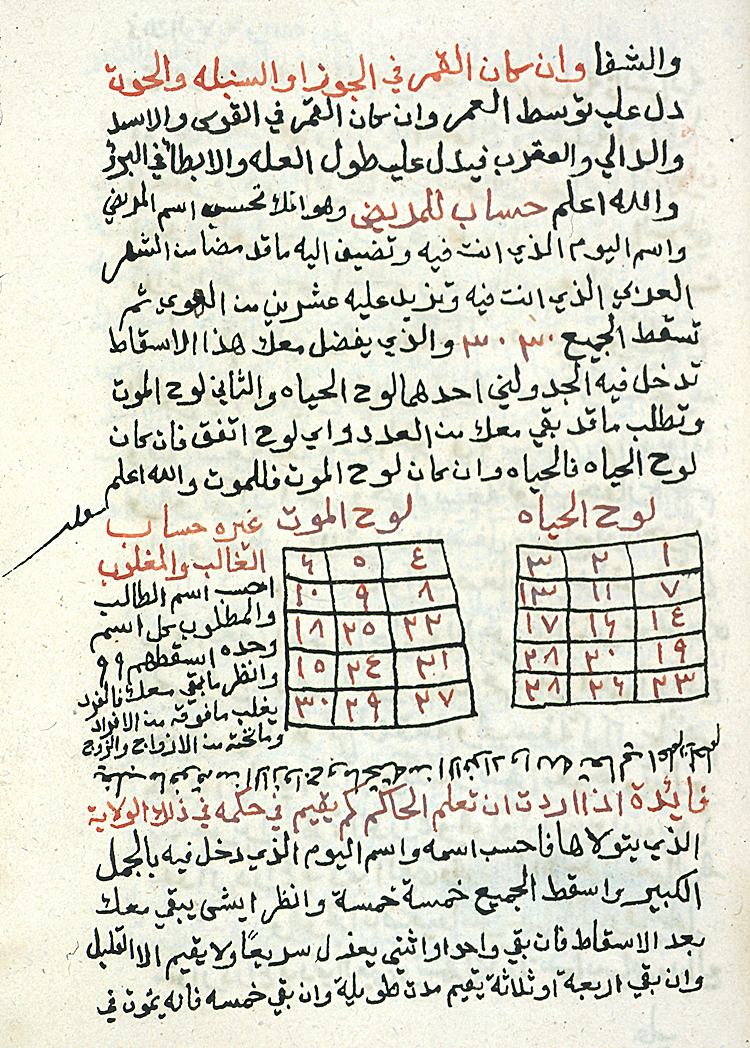
Une page du Secret des secrets (Kitâb Sirr al-asrâr), avec deux tableaux permettant de déterminer si un patient va vivre ou mourir en fonction de la valeur numérique de son nom.

La Table d'émeraude a été retrouvée sous différentes versions dans diverses œuvres arabes anciennes. La plus ancienne version figure en appendice d’un traité qui aurait été composé au IXe siècle, le Livre du secret de la Création, Kitâb sirr al-Halîka. Ce texte se présente comme une traduction d’Apollonius de Tyane, sous son nom arabe Balînûs. L’hypothèse d'un original grec est vraisemblable, même si aucun manuscrit n'a été retrouvé ; l'attribution à Apollonius, quoique fausse (pseudépigraphique), est courante dans les textes arabes médiévaux de magie, d’astrologie ou d’alchimie.
L’introduction du Livre du secret de la Création est un récit qui explique notamment que « toutes choses sont composées de quatre principes élémentaires, le chaud, le froid, l’humide et le sec » (les quatre qualités d'Aristote), dont les combinaisons expliquent les « rapports de sympathie et d’antipathie entre les êtres ». Balînûs « maître des talismans et des merveilles » pénètre dans une crypte sous la statue d’Hermès Trismégiste et y trouve la tablette d’émeraude entre les mains d’un vieillard assis, et un livre. Le cœur de l’ouvrage est pour l'essentiel un traité alchimique où on trouve notamment pour la première fois l'idée que tous les métaux sont constitués à partir du soufre et du mercure, théorie fondamentale de l’alchimie au Moyen Âge. Le texte de la Table d’émeraude vient en dernier, comme en appendice, et la question s'est longtemps posée de savoir s’il s’agissait d’une pièce rapportée, de portée uniquement cosmogonique, ou bien s’il forme un tout avec le reste de l'ouvrage, auquel cas il a dès l'origine une signification alchimique.  Il a été récemment avancé qu'il s'agit en fait d'un texte de magie talismanique, et que la confusion vient d'une erreur de traduction de l'arabe au latin.
L’émeraude est la pierre traditionnellement associée à Hermès, comme le mercure est son métal, Mars étant associée aux pierres rouges et au fer, Saturne aux pierres noires et au plomb. Dans l'Antiquité, Grecs et Égyptiens désignaient comme émeraude la plupart des minéraux de couleur verte (jaspe vert et même granit vert), et au Moyen Âge c'était le cas pour des objets en verre coloré, comme la « Table d'émeraude » des rois wisigoths ou la Sacro Catino de Gênes (un plat dont s'emparèrent les croisés lors du sac de Césarée en 1011, et qui passait pour avoir été offert par la Reine de Saba à Salomon et avoir servi lors de la Cène).
Cette version de la Table d’émeraude se retrouve aussi dans le Kitab Ustuqus al-Uss al-Thani (Livre élémentaire du fondement) attribué à l’alchimiste du VIIIe siècle Jâbir ibn Hayyân, connu en Europe sous le nom de Geber.
Une autre version se trouve dans un livre hétéroclite du Xe siècle, le Secretum secretorum (Secret des secrets, Sirr al-asrâr), qui se présente comme une pseudo-lettre d’Aristote à Alexandre le Grand pendant la conquête de la Perse, et qui traite de politique, de morale, de physiognomonie, d’astrologie, d’alchimie, de médecine, etc. Le texte est là-aussi attribué à Hermès mais sans le récit de la découverte de la tablette.
Le topos littéraire de la découverte de la sagesse cachée d'Hermès se retrouve dans d'autres textes arabes des environs du Xe siècle. Notamment dans le livre de Cratès : alors qu'il se trouve en prière dans le temple de Sérapis, Cratès, un philosophe grec, a la vision d'« un vieillard, le plus beau des hommes, assis dans une chaire ; il était revêtu de vêtements blancs et tenait à la main une planche de la chaire, sur laquelle était placé un livre […]. Quand je demandais quel était ce vieillard, on me répondit : C'est Hermès Trismégiste, et le livre qui est devant lui est un de ceux qui contiennent l'explication des secrets qu'il a cachés aux hommes. ». C'est aussi le cas dans le texte connu sous le nom latin de Tabula Chemica de Senior Zadith, c'est-à-dire l'alchimiste arabe Ibn Umail, dans lequel une table de pierre, repose sur les genoux d'Hermès Trismégiste, dans la chambre secrète d'une pyramide. Ici la table n'est pas gravée d'un texte mais de symboles « hiéroglyphiques ».

### Les premières versions latines et les commentaires médiévaux

#### Les versions latines
Le livre du secret de la création fut traduit en latin (Liber de secretis naturae) au début du XIIe siècle par Hugues de Santalla, mais cette version de la Table d’émeraude ne fut pas très répandue.
Le Secretum Secretorum est traduit en latin en version courte par Johannes Hispalensis ou Hispaniensis (Jean de Séville) vers 1140, puis en version longue par Philippe de Tripoli vers 1220, et est un des livres les plus célèbres du Moyen Âge.
Une troisième version latine se trouve dans un traité d’alchimie datant probablement aussi du XIIe siècle (mais dont on ne connaît pas de manuscrit avant le XIIIe ou le XIVe siècle), le Liber Hermetis de alchimia (Livre d’alchimie d’Hermès). C'est cette version, dite « vulgate » qui est la plus répandue. Le traducteur de cette version ne comprit pas le mot arabe tilasm qui signifie talisman, et le transcrivit en latin telesmus ou telesmum (qui deviendra en français télesme), et fut diversement interprété par les commentateurs « devenant l’un des termes les plus caractéristiques - et les plus vagues - de l’alchimie ».

#### Texte latin et français
Tabula smaragdina Hermetis Trismegisti
« Verum, sine mendacio, certum et verissimum : quod est inferius est sicut quod est superius; et quod est superius est sicut quod est inferius, ad perpetranda miracula rei unius. Et sicut omnes res fuerunt ab uno, mediatione unius, sic omnes res natae fuerunt ab hac una re, adaptatione. Pater ejus est Sol, mater ejus Luna; portavit illud Ventus in ventre suo; nutrix ejus Terra est. Pater omnis telesmi totius mundi est hic. Vis ejus integra est si versa fuerit in terram. Separabis terram ab igne, subtile a spisso, suaviter, cum magno ingenio. Ascendit a terra in caelum, iterumque descendit in terram, et recipit vim superiorum et inferiorum. Sic habebis gloriam totius mundi. Ideo fugiet a te omnis obscuritas. Haec est totius fortitudinis fortitudo fortis; quia vincet omnem rem subtilem, omnemque solidam penetrabit. Sic mundus creatus est. Hinc erunt adaptationes mirabiles, quarum modus est hic. Itaque vocatus sum Hermes Trismegistus, habens tres partes philosophiae totius mundi. Completum est quod dixi de operatione Solis. »

La Table d’émeraude d’Hermès Trismégiste, père des Philosophes (traduction de l’Hortulain)
«Il est vrai, sans mensonge, certain, & très véritable : Ce qui est en bas, est comme ce qui est en haut ; et ce qui est en haut est comme ce qui est en bas, pour faire les miracles d'une seule chose. Et comme toutes les choses ont été, & sont venues d’une, par la médiation d’une: ainsi toutes les choses ont été nées de cette chose unique, par adaptation. Le soleil en est le père, la lune est sa mère, le vent l’a porté dans son ventre ; la Terre est sa nourrice. Le père de tout le telesme de tout le monde est ici. Sa force ou puissance est entière, si elle est convertie en terre. Tu sépareras la terre du feu, le subtil de l’épais doucement, avec grande industrie. Il monte de la terre au ciel, et derechef il descend en terre, & il reçoit la force des choses supérieures et inférieures. Tu auras par ce moyen la gloire de tout le monde ; et pour cela toute obscurité s’enfuira de toi. C'est la force forte de toute force : car elle vaincra toute chose subtile, et pénétrera toute chose solide. Ainsi le monde a été créé. De ceci seront & sortiront d'admirables adaptations, desquelles le moyen en est ici. C’est pourquoi j'ai été appelé Hermès Trismégiste, ayant les trois parties de la philosophie de tout le monde. Ce que j’ai dit de l'opération du Soleil est accompli, et parachevé. »

#### Les commentaires

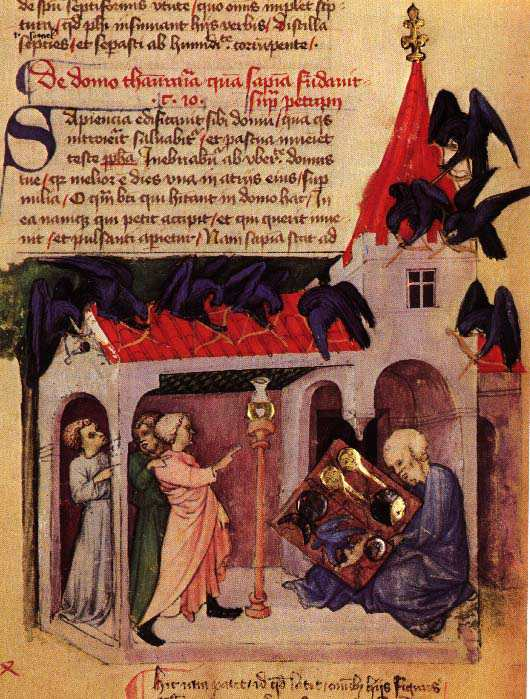
La découverte de la Table d'Hermès dans l’Aurora consurgens.

La Table d'émeraude et sa découverte légendaire sont citées pour la première fois dans son De essentiis (1143) par Herman de Carinthie, ami de Robert de Chester, le traducteur en 1144 du Liber de compositione alchimiæ considéré comme le premier traité d'alchimie en occident.
Un commentateur anonyme du XIIe siècle explique que « "le père de tout le télesme" signifie  "de tout le secret". En effet, la divination chez les Arabes se dit "télesme" ; cette divination est donc supérieure à toutes les autres par la suite seul le sens de secret fut retenu.
On la retrouve dans le De mineralibus d’Albert le Grand, vers 1256.
Vers 1275-1280, Roger Bacon traduit et commente le Secret des Secrets, et par une interprétation entièrement alchimique de la Table d’émeraude, en fait un résumé allégorique du Grand Œuvre.
Le commentaire le plus connu est celui de l'Hortulain, alchimiste dont on ne sait presque rien, dans la première moitié du XIVe siècle : « Moi donc Hortulain, c'est-à-dire jardinier, […] j'ai voulu mettre en écrit la déclaration et explication certaine des paroles d'Hermès, père des philosophes, quoiqu'elles soient obscures ; et déclarer sincèrement toute la pratique de la véritable œuvre. Et certes il ne sert de rien aux philosophes de vouloir cacher la science dans leurs écrits, lorsque la doctrine du Saint Esprit opère ». Ce texte se situe dans la lignée de l'alchimie symbolique qui se développe au XIVe siècle, avec notamment les textes attribués au médecin catalan Arnaud de Villeneuve, qui poussent la comparaison allégorique entre les mystères chrétiens et les opérations alchimiques. Dans le commentaire de l'Hortulain, dépouillé de considérations pratiques, le grand œuvre est une imitation de la création divine du monde à partir du chaos : « “Et comme toutes choses ont été et sont venues d'un par la méditation d'un” : Il [Hermès Trismégiste] donne ici un exemple disant : comme toutes choses ont été et sont sorties d'un, c'est à savoir, d'un globe confus “par la méditation”, c'est-à-dire, par la pensée et création d'un, c'est-à-dire, de Dieu tout-puissant. » Le soleil et la lune représentent l'or et l'argent alchimiques. L'Hortulain interprète le "télesme"  comme « secret »  ou  « trésor » :  « On  lit ensuite :  "Le père de tout le télesme du monde est ici", c’est-à-dire : dans l’œuvre de la pierre se trouve la voie finale. Et notez que le philosophe appelle l’opération  ‘père de tout le télesme’, c’est-à-dire de tout le  secret ou tout le trésor du monde entier,  c’est-à-dire de toute pierre découverte  en  ce  monde ».
La Tabula Chemica de Senior, dans laquelle la table est gravée de symboles, est traduite dès le XIIe siècle ou le XIIIe siècle. Et à partir de 1420, de larges extraits en sont repris dans un texte illuminé, l’Aurora consurgens, qui est l'un des tout premiers cycles de symboles alchimiques. Une des illustrations montre la découverte de la table d'Hermès, dans un temple surmonté d'aigles sagittaires (représentant les éléments volatils). Ce motif est fréquemment repris dans les imprimés de la Renaissance, et est l'expression visuelle du mythe de la redécouverte du savoir antique — la transmission de ce savoir, sous forme de pictogrammes hiéroglyphiques lui permettant d'échapper aux déformations de l'interprétation humaine et verbale.

### De la Renaissance aux Lumières

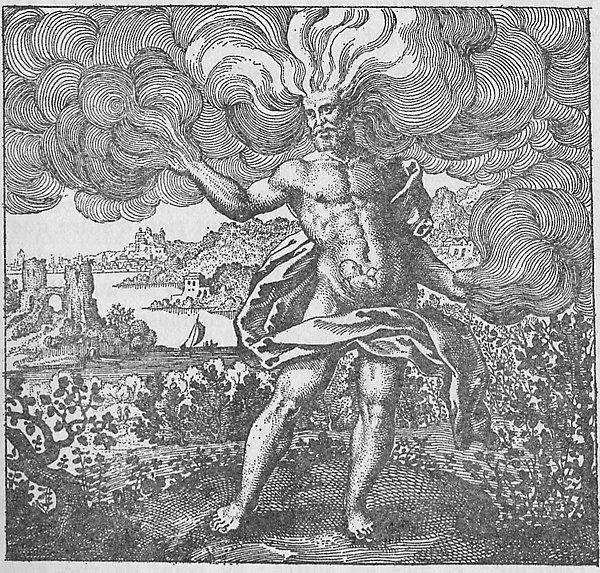
1er emblème de l’Atalanta Fugiens : le vent l’a porté dans son ventre.

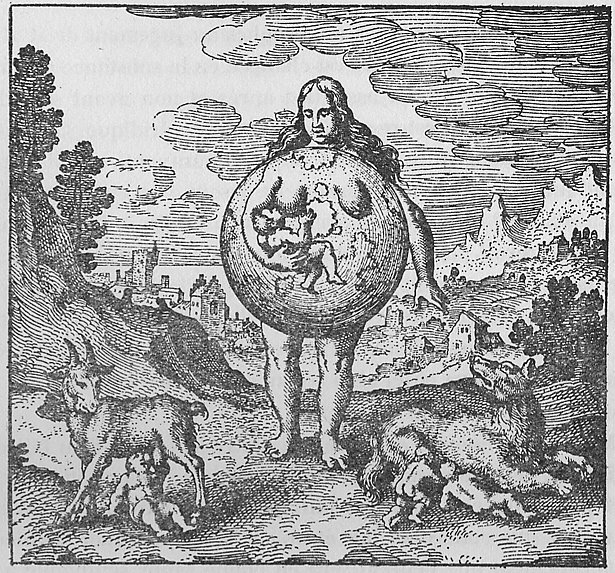
2e emblème de l’Atalanta Fugiens : sa nourrice est la terre.

À la Renaissance s'impose l'idée qu'Hermès Trismégiste est le fondateur de l'alchimie, en même temps que la légende de la découverte évolue et s’entremêle aux récits bibliques. C'est notamment le cas à la fin du XVe siècle dans le Livre de la philosophie naturelle des métaux du pseudo-Bernard le Trévisan : « Le premier inventeur de cet Art ce fut Hermès le Triple : car il sut toute triple philosophie naturelle, savoir Minérale, Végétale et Animale ». Il retrouve après le déluge, dans la vallée d’Hébron, celle où Adam vivait après avoir été chassé du paradis terrestre, sept tables de marbre sur lesquelles sont gravés les principes des sept arts libéraux. Il en tire un bref ouvrage (qui reproduit le début de la Table d’émeraude), qui passe à son disciple Pythagore, puis à Platon, Aristote et enfin à Alexandre le Grand. Ainsi, la sagesse antédiluvienne s’est transmise, indépendamment de la révélation faite à Moïse au Sinaï.
Elle évolue encore avec Jérôme Torella, dans un livre d’astrologie Opus Praeclarum de imaginibus astrologicis (Valence, 1496), où c’est Alexandre le Grand qui, en se rendant à l’oracle d’Amon en Égypte, découvre une Tabula Zaradi dans le tombeau d’Hermès. Cette histoire est reprise par Michael Maier, médecin et conseiller de l’« empereur-alchimiste » Rodolphe II dans son symbola aureae mensae (Francfort, 1617), et qui se réfère à un Liber de Secretis chymicis attribué à Albert le Grand. La même année, il publie le célèbre Atalanta Fugiens (Atalante fuyante), illustré par Théodore de Bry de cinquante emblèmes alchimiques, chacun accompagné d’un poème, de la partition d'une fugue et d’explications alchimiques et mythologiques. Les deux premiers emblèmes illustrent un passage de la Table d’émeraude : « le vent l’a porté dans son ventre ; la terre est sa nourrice », et le texte explicatif commence par « Hermès, le plus diligent explorateur de tout secret naturel, dans sa Table d’émeraude, décrit parfaitement, bien que brièvement, l’œuvre de la nature. »

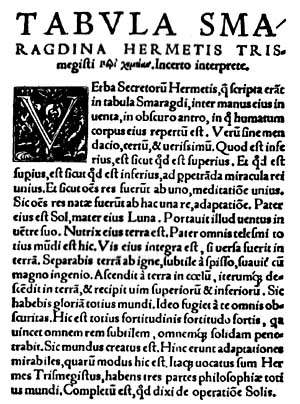
La Table d’émeraude - version latine, édition princeps - Extrait du De Alchimia, Nuremberg 1541 - l'introduction en latin et grec dit : « La Table d’émeraude d’Hermès Trismégiste sur l’alchimie, par un traducteur inconnu. Secrets d’Hermès qui étaient écrits en ces termes sur la table d’émeraude trouvée entre ses mains dans un antre obscur où fut découvert son corps inhumé »

En 1541 paraît la première édition imprimée, dans le De alchemia publié par Johann Petreius et édité par un certain Chrysogonus Polydorus, qui est probablement un pseudonyme du théologien luthérien Andreas Osiander (Osiander édite en 1543, chez le même imprimeur, le De revolutionibus orbium coelestium de Copernic). Il s'agit de la version dite « vulgate », accompagnée du commentaire de l'Hortulain.
En 1583 est publié à Francfort chez Christophe Corvinus un commentaire de Gérard Dorn. Dans le De Luce naturae physica, ce disciple de Paracelse fait un parallèle détaillé entre la Table et le premier chapitre de la Genèse attribuée à Moïse.
Aux XVe et XVIe siècles, des versions en vers apparaissent, dont un sonnet anonyme remanié par le poète alchimiste Clovis Hesteau de Nuysement dans son Traittez de l'harmonie, et constitution generalle du vray sel, secret des Philosophes, & de l'esprit universel du monde (1621) :

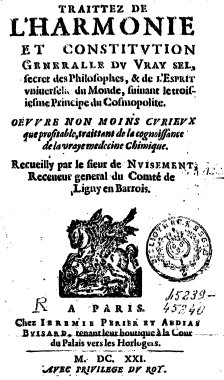

C'est un point assuré plein d'admiration,

Que le haut & le bas n'est qu'une même chose :

Pour faire d'une seule en tout le monde enclose, 

Des effets merveilleux par adaptation.

D'un seul en a tout fait la méditation,

Et pour parents, matrice, & nourrice, on lui pose,

Phœbus, Diane, l'air, & la terre, où repose,

Cette chose en qui gît toute perfection.

Si on la mue en terre elle a sa force entière :

Séparant par grand art, mais facile manière,

Le subtil de l'épais, & la terre du feu.

De la terre elle monte au ciel, & puis en terre, 

Du Ciel elle descend, recevant peu à peu,

Les vertus de tous deux qu'en son ventre elle enserre.

Mais à partir du début du XVIIe siècle, un certain nombre d'auteurs contestent l'attribution de la Table d'émeraude à Hermès Trismégiste, et à travers elle, attaquent l'Antiquité et la validité de l'alchimie. C'est d'abord un alchimiste « repenti », le médecin lorrain Nicolas Guibert, en 1603. Mais c'est le jésuite et génie des langues Athanasius Kircher qui porte l'attaque la plus forte dans son monumental Oedipus Aegyptiacus (Rome, 1652-53). Il note qu'aucun texte ne parle de la Table d'émeraude avant le Moyen Âge et que sa découverte par Alexandre le Grand n'est évoquée par aucun témoignage antique. En comparant le vocabulaire utilisé avec celui du Corpus Hermeticum (dont il avait été prouvé par Isaac Casaubon en 1614, qu'il datait seulement du IIe ou IIIe siècle apr. J.-C.), il affirme que la Table d'émeraude est un faux d'un alchimiste médiéval. Quant à l'enseignement alchimique de la Table d'émeraude, il ne se résume pas à la pierre philosophale et à la transmutation des métaux, mais porte sur « la substance la plus profonde de chaque chose », la quintessence des alchimistes. Dans une autre perspective, Wilhelm Christoph Kriegsmann publie en 1657 un commentaire, dans lequel il essaie de montrer, avec les méthodes linguistiques de l'époque, que la Table d’émeraude n'était pas originellement écrite en égyptien mais en phénicien. Il poursuit ses études des textes anciens, et en 1684 soutient qu'Hermès Trismégiste n'est pas le Thot égyptien, mais le Taaut des Phéniciens, de surcroît fondateur du peuple germanique sous le nom du dieu Tuisto, cité par Tacite.
Entretemps, les conclusions de Kircher sont discutées par l'alchimiste danois Ole Borch dans son De ortu et progressu Chemiae (1668), où il essaie de séparer les textes hermétiques entre les écrits tardifs et ceux véritablement attribuables à l'ancien Hermès égyptien, parmi lesquels il penche pour classer la Table d'émeraude. Les discussions continuent, et les traités d'Ole Borch et de Kriegsman sont réédités dans la compilation Bibliotheca chemica curiosa (1702) du médecin suisse Jean-Jacques Manget. Même si la Table d'émeraude est encore traduite et commentée par Isaac Newton, l'alchimie perd progressivement tout crédit scientifique au cours du XVIIIe siècle, avec l'avènement de la chimie moderne, et les travaux de Lavoisier.

#### L’emblème hermétique de laTabula Smaragdina Hermetis

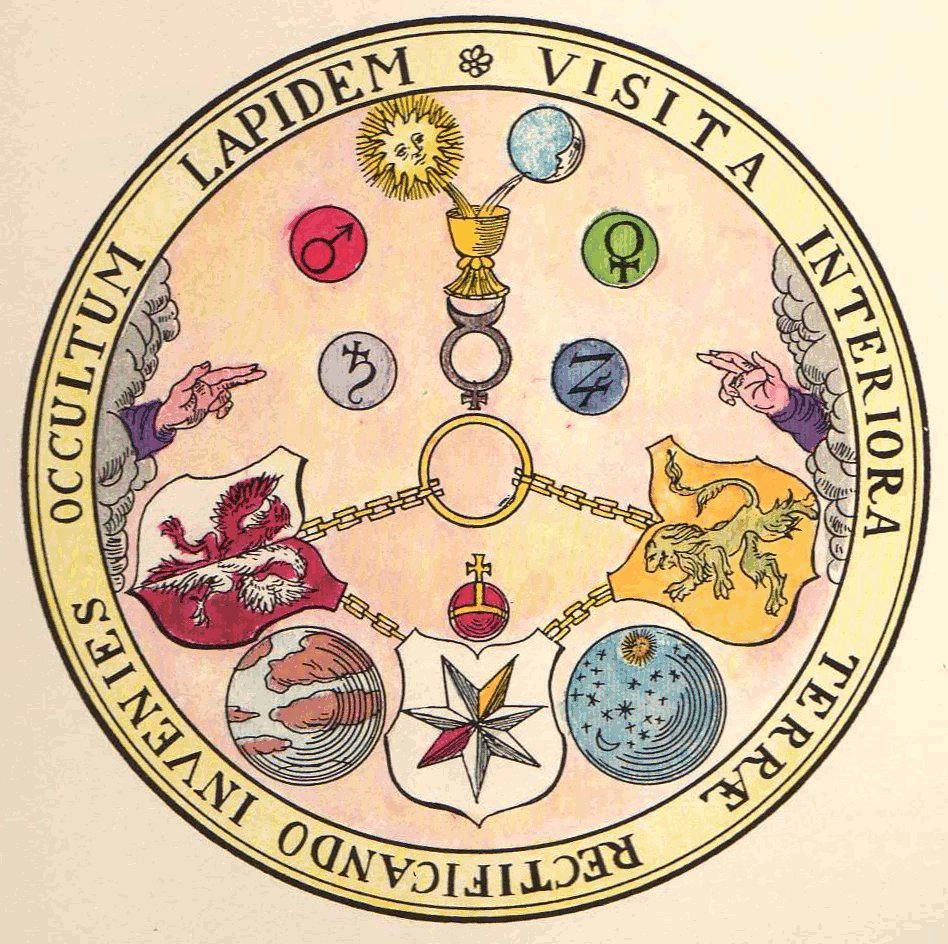
La Tabula Smaragdina Hermetis.

À partir de la fin du XVIe siècle, la Table d’émeraude est souvent accompagnée d’une figure symbolique, appelée Tabula Smaragdina Hermetis.
Cette figure est entourée d’un acrostiche en latin « Visita Interiora Terrae Rectificando Invenies Occultum Lapidem » (« visite l'intérieur de la terre et en rectifiant tu trouveras la pierre cachée »), dont les sept initiales forment le mot VITRIOL (ancien nom de l’acide sulfurique). En haut le soleil et la lune se déversent dans une coupe au-dessus du symbole du mercure. Autour de la coupe mercurielle, les quatre autres planètes, association classique entre les sept planètes et les sept métaux : Soleil/Or, Lune/Argent, Mercure/mercure, Jupiter/étain, Mars/fer, Vénus/cuivre, Saturne/plomb, qui étaient aussi reliés par des couleurs traditionnelles (or, argent, gris, bleu, rouge, vert, noir) aux sept mots de l’acrostiche dans les premières versions du symbole. Au centre, figurent un anneau et un globe impérial, et en bas les sphères du ciel et de la terre (autant d’allusions au macrocosme et au microcosme). Trois écussons représentent d'après le poème les trois principes (tria prima) de la théorie alchimique de Paracelse par les associations Aigle/Mercure/Esprit, Lion/Soufre/Âme et Étoile/Sel/Corps. Enfin deux mains prophétiques encadrent l’image et « attestent par serment le vrai fondement et la vraie doctrine ».

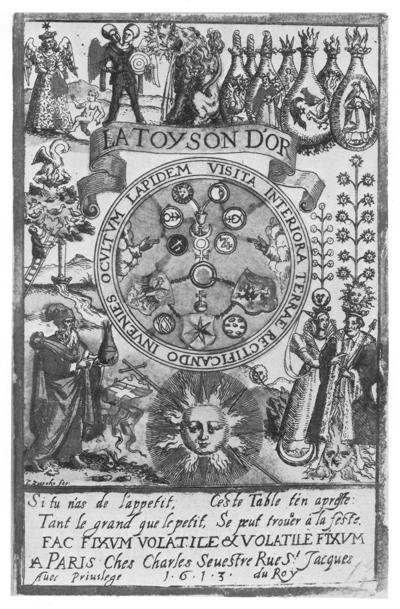
L'emblème de la Tabula Smaragdina Hermetis au frontispice du traité alchimique de La Toyson d'or (1613)

La plus ancienne reproduction connue est la copie datée de 1588-89 d'un manuscrit circulant alors de façon anonyme et écrit probablement dans la seconde moitié du XVIe siècle par un paracelsien allemand. L’image était alors accompagnée d’un poème alchimique didactique en allemand, intitulé Du secret des sages, probablement du même auteur. Le poème en explique la symbolique en relation avec le Grand Œuvre, et les objectifs classiques de l'alchimie : fortune, santé et longue vie. Elle était seulement secondairement accompagnée du texte de la Table d’émeraude. Mais très rapidement, au cours du XVIIe siècle, le poème d’accompagnement disparaît dans les reproductions imprimées, et l’emblème devient, jusqu'à l'époque moderne, sous le nom de Tabula Smaragdina Hermetis, le symbole, ou la représentation graphique, de la Table d’émeraude, aussi antique qu’elle.
Ainsi par exemple en 1733 selon l’alchimiste Ehrd de Naxagoras (Supplementum Aurei Velleris), on fit à la mort d’Hermès une « plaque d’émeraude précieuse », gravée d’inscriptions et du symbole, et retrouvée dans la vallée de l’Ébron par une femme nommée Zora. On situe cet emblème dans la tradition mystérieuse des hiéroglyphes égyptiens, et dans l’idée des platoniciens et alchimistes de la Renaissance que les « secrets les plus profonds le nature ne pouvaient être exprimés de façon appropriée que suivant un mode de représentation obscur et voilé ».

### XIXeetXXesiècles: de l'occultisme à l'ésotérisme et au surréalisme
L'alchimie et son prétendu « texte fondateur » continuent néanmoins à intéresser les occultistes. C'est le cas du mage Éliphas Lévi : « Rien ne surpasse et rien n'égale comme résumé de toutes les doctrines du vieux monde les quelques sentences gravées sur une pierre précieuse par Hermès et connues sous le nom de table d'émeraude. [...] c'est toute la magie en une seule page. », de la « curieuse figure » de l’allemand Gottlieb Latz qui publie à ses frais un monumental Die Alchemie en 1869, ainsi que de la théosophe Helena Blavatsky et du pérennialiste Titus Burckhardt.
Au début du XXe siècle, la pensée alchimique trouve un écho chez les surréalistes, et André Breton reprend l'axiome principal de la Table d'émeraude dans le Second manifeste du surréalisme (1930) : « Tout porte à croire qu'il existe un certain point de l'esprit d'où la vie et la mort, le réel et l'imaginaire, le passé et le futur, le communicable et l'incommunicable, le haut et le bas cessent d'être perçus contradictoirement. Or, c'est en vain qu'on chercherait à l'activité surréaliste un autre mobile que l'espoir de détermination de ce point », même si plusieurs commentateurs y voient surtout l'influence de la pensée de Hegel. Toutefois la pensée du philosophe allemand a été elle-même influencée par Jakob Böhme.

### Le texte et ses versions
- Hermès Trismégiste, La table d'émeraude et sa tradition alchimique - (préface de Didier Kahn), Les Belles Lettres, coll. « Aux sources de la tradition », 1994 (présentation en ligne)
- Françoise Hudry (édi.), Cinq traités alchimiques médiévaux (dont le De secretis naturae), Paris et Milan, Archè, coll. « Chrysopeia », 2000, 352 p.

### Commentaires alchimiques
- Roger Bacon, Secretum secretorum cum Glossis et Notulis (Le Secret des secrets, avec gloses et notes) (1275-1280), R. Steele édi. : Opera hactenus inedita Rogeri Baconis, Oxford, Clarendon Press, 1909-1940, t. 5, 1920, p. 1-172.
- L'Hortulain (Ortulanus), vers 1350 : La table d'émeraude d'Hermès Trismégiste, avec les commentaires de l'Hortulain, Éditions Traditionnelles, 2000 [lire en ligne (page consultée le 6 juin 2009)]
- Jean Trithème, lettre de 1505. Johannis Trithemii abbatio spanheimensis epistolarum familiarum, 79 lettres, 157 p., rééd. Amsterdam 1730
- Gérard Dorn, Physica Trismegisti (1568) - De natura lucis philosophicae, Francfort, 1583, Trad française in: Caroline Thuysbaert (éd.), Paracelse Dorn Trithème, Beya Éditions,  Grez-Doiceau,  2012.
- Michael Maier, L'Atalante fugitive (1617) [lire en ligne (page consultée le 6 juin 2009)]
- Clovis Hesteau de Nuysement, Traictez du vray sel (1621)
- Athanase Kircher, Oedipus Aegyptiacus (1653)
- Hermann Tictuld, Turba philosophorum (1763)
- Paul Chevalier, Biologie médicale, vol. XXXVII, 1948. (Pour qui ce serait la recette de l'acide sulfurique).

### Études
- (en) Eric John Holmyard, « The Emerald Table », Nature, no 2814, vol. 112, 1923, p. 525–526.
- (de) Julius Ruska, Tabula Smaragdina. Ein Beitrag zur Geschichte der hermetischen Literatur. Winter Heidelberg, 1926. [PDF] recension
- (en) Eric John Holmyard, Alchemy, Penguin Books Ltd, 1957 (réimp. 1990) - (fr) L'alchimie  trad. Fayard, 1979).
- G.-E. Monod-Herzen, L'Alchimie méditerranéenne, la Table d'Émeraude, Paris, 1963
- Antoine Faivre (dir.), Présences d'Hermès Trismégiste, Albin Michel, coll. « Cahiers de l'Hermétisme », 1988
- Irene Caiazzo, « Note sulla fortuna della Tabula smaragdina nel Medioevo latino », dans Paolo Lucentini, Ilaria Parri et Vittoria Perrone Compagni, Hermetism from late antiquity to humanism, Brepols, 2003, p. 697–711
- Jean-Marc Mandosio, « La Tabula smaragdina e i suoi commentari medievali », dans Paolo Lucentini, Ilaria Parri et Vittoria Perrone Compagni, Hermetism from late antiquity to humanism, Brepols, 2003, p. 681–696
- Jean-Marc Mandosio, « La création verbale dans  l’alchimie latine du Moyen Âge », ALMA  (Archivum Latinitatis Medii Aevi), vol. 63 « I - Actes du Colloque de Barcelone - 2004 »,‎ 2005 (lire en ligne)

## Dans la culture contemporaine
- Dans la bande dessinée Percevan, la Table d'Émeraude est le titre du huitième album de la série.[réf. nécessaire]
- Dans le cycle de l'Incal, bande dessinée de Moebius et Alejandro Jodorowsky, les troisième et quatrième tomes s'appellent respectivement Ce qui est en bas et Ce qui est en haut, citations directes du texte.[réf. nécessaire]
- Dans La machine universelle, l'un des volumes de BPRD, comics américains de Mike Mignola, John Arcudi et Guy Davis, l'un des personnages, le Dr. Corrigan est à la recherche d'une transcription de la Table d'émeraude.[réf. nécessaire]
- Dans la série allemande Dark produite et diffusée par Netflix.[réf. nécessaire]
- La série télévisée Ancient Aliens aborde ce sujet dans le 1er épisode de la 6e saison.
- Diverses références à la table d'émeraude sont présentes dans la série Kamen Rider Gotchard dont le thème principal est l'alchimie.